# Georgi Iwanow (Fußballspieler, 1976)
Georgi Aleksandrow Iwanow (auch Geogi Alexandrov Ivanov geschrieben, bulgarisch Георги Александров Иванов – Гонзо; * 2. Juli 1976 in Plowdiw), Spitzname Gonzo, ist ein ehemaliger bulgarischer Fußballspieler. Er spielt auf der Position des Mittelstürmers.

## Karriere
Iwanowbegann seine Karriere 1986 bei Lokomotive Plowdiw in Bulgarien. Zwischen 1986 und 1992 spielte er im Jugendbereich des Vereins. Zwischen 1992 und 1997 spielte er in der ersten Mannschaft Plowdiws und war schon früh Stammspieler. Insgesamt absolvierte Iwanow 54 Spiele, in denen er 15 Tore schoss für Lokomotive Plowdiw. 1997 wechselte er dann zum bulgarischen Spitzenverein Lewski Sofia. Dort spielte er zwischen 1997 und 2002. Insgesamt machte 115 Spiele und schoss 69 Tore für Sofia. 2002 unterschrieb er in der Ligue 1 bei Stade Rennes einen Vertrag. Er kam aber nur auf zwölf Ligaspiele und schoss dabei kein Tor. Nach einer enttäuschenden Saison ging er 2003 zurück zu Lewski Sofia. Dort spielte er in der Saison 2003/04 21 A Grupaspiele und schoss neun Tore. Zur Saison 2004/05 ging er in die Türkei zu Samsunspor. Nach einer schlechten Saison mit nur vier Ligatreffern wechselt er 2005 zu Gaziantepspor. In der Saison 2005/06 traf er aber nur einmal. Nach der Saison ging er abermals zu Lewski Sofia. 2006/07 machte er dort 13 Spiele und schoss sieben Tore. Zur Saison 2007/08 machte er noch einen Ausflug nach Kroatien zu NK Rijeka und kam 2008 wieder zu Lewski Sofia. Im Sommer 2009 beendete er seine Laufbahn.

## Nationalmannschaft
Zwischen 1996 und 2005 machte er 34 Länderspiele für Bulgarien, dabei schoss er vier Tore. Außerdem nahm er mit Bulgarien an der Weltmeisterschaft 1998 teil.

## Erfolge
- Bulgarischer Meister: 2000, 2001, 2002, 2006
- Bulgarischer Pokalsieger: 1998, 2000, 2002, 2005
- Bulgarischer Supercupsieger: 2005, 2007
- Bulgariens Fußballer des Jahres: 2001, 2002